# Valentín Rivero
Valentín García del Rivero y Álvarez-Jove (Gijón, Asturias; 14 de febrero de 1817 - Monterrey, Nuevo León; 30 de julio de 1897) fue un destacado empresario y diplomático español, naturalizado mexicano.

## Biografía
Nació en Gijón, Asturias, el 14 de febrero de 1817. Fue hijo de José García del Rivero y González, uno de los fundadores de la Fábrica de Vidrios de Gijón, y de María Antonia Álvarez-Jove y Díaz-Somonte. Su hermana Hermógenes fue la madre de Raimundo Fernández-Villaverde y García del Rivero, presidente del Consejo de Ministros del Reino de España.
Estudió en Burdeos, Francia, y pasó a México en 1837 cuando tenía veinte años, en busca de su hermano Victor Rivero, a quien encontró en Monterrey. Se quedó en esa ciudad trabajando para la casa de don Francisco de la Penilla. 
El 16 de enero de 1845 contrajo matrimonio en Tampico, Tamaulipas con Maria Octavia Gajá Delaunay, nacida en Londres, hija del barcelonés José María Gajá i Bayona, y de la británica Octavia Delaunay. 
Vuelto a Monterrey se estableció por cuenta propia, y en 1854 intervino junto a Gregorio Zambrano y otros en la fundación de la Fábrica de Hilados y Tejidos "La Fama", primera que existió en el norte del país. En 1874 adquirió en propiedad las tierras de El Cercado, en la villa de Santiago, donde instaló la Fábrica de Hilados "El Porvenir", y en 1891, fundó la Fábrica de Almidón "El Hércules", con maquinaria moderna, y en 1896 los molinos cilindro de Jesús María. 
Fue cónsul de España en Monterrey desde 1877. Murió en esa ciudad el 30 de julio de 1897.
Su hijo, Valentín Rivero Gajá fue uno de los fundadores del Banco Mercantil de Monterrey. Fue también pariente político del empresario José A. Muguerza, entre otros.